# Lijst van nummer 1-hits in de Nederlandse Top 40 in 1998
Deze hits stonden in 1998 op nummer 1 in de Nederlandse Top 40.
| Nummer | Datum        | Artiest                     | Titel                                  |
| ------ | ------------ | --------------------------- | -------------------------------------- |
|        | 3 januari    | Geen Top 40 verschenen      | Geen Top 40 verschenen                 |
| 511    | 10 januari   | Run-D.M.C. & Jason Nevins   | It's like that                         |
|        | 17 januari   | Run-D.M.C. & Jason Nevins   | It's like that                         |
|        | 24 januari   | Run-D.M.C. & Jason Nevins   | It's like that                         |
| 512    | 31 januari   | Janet Jackson               | Together again                         |
|        | 7 februari   | Janet Jackson               | Together again                         |
|        | 14 februari  | Janet Jackson               | Together again                         |
| 513    | 21 februari  | Céline Dion                 | My heart will go on                    |
|        | 28 februari  | Céline Dion                 | My heart will go on                    |
|        | 7 maart      | Céline Dion                 | My heart will go on                    |
|        | 14 maart     | Céline Dion                 | My heart will go on                    |
|        | 21 maart     | Céline Dion                 | My heart will go on                    |
|        | 28 maart     | Céline Dion                 | My heart will go on                    |
|        | 4 april      | Céline Dion                 | My heart will go on                    |
|        | 11 april     | Céline Dion                 | My heart will go on                    |
|        | 18 april     | Céline Dion                 | My heart will go on                    |
|        | 25 april     | Céline Dion                 | My heart will go on                    |
| 514    | 2 mei        | K-Ci & JoJo                 | All my life                            |
|        | 9 mei        | K-Ci & JoJo                 | All my life                            |
|        | 16 mei       | K-Ci & JoJo                 | All my life                            |
|        | 23 mei       | K-Ci & JoJo                 | All my life                            |
| 515    | 30 mei       | The Soca Boys & van B. King | Follow the leader                      |
|        | 6 juni       | The Soca Boys & van B. King | Follow the leader                      |
|        | 13 juni      | The Soca Boys & van B. King | Follow the leader                      |
| 516    | 20 juni      | Pras Michel, ODB & Mýa      | Ghetto supastar (that is what you are) |
|        | 27 juni      | Pras Michel, ODB & Mýa      | Ghetto supastar (that is what you are) |
|        | 4 juli       | Pras Michel, ODB & Mýa      | Ghetto supastar (that is what you are) |
| 517    | 11 juli      | Brandy & Monica             | The boy is mine                        |
|        | 18 juli      | Brandy & Monica             | The boy is mine                        |
|        | 25 juli      | Brandy & Monica             | The boy is mine                        |
| 518    | 1 augustus   | Marco Borsato               | De bestemming                          |
|        | 8 augustus   | Marco Borsato               | De bestemming                          |
|        | 15 augustus  | Marco Borsato               | De bestemming                          |
| 519    | 22 augustus  | Des'ree                     | Life                                   |
|        | 29 augustus  | Des'ree                     | Life                                   |
|        | 5 september  | Des'ree                     | Life                                   |
|        | 12 september | Des'ree                     | Life                                   |
|        | 19 september | Des'ree                     | Life                                   |
| 520    | 26 september | Faithless                   | God is a DJ                            |
| 521    | 3 oktober    | Boyzone                     | No matter what                         |
|        | 10 oktober   | Boyzone                     | No matter what                         |
|        | 17 oktober   | Boyzone                     | No matter what                         |
|        | 24 oktober   | Boyzone                     | No matter what                         |
|        | 31 oktober   | Boyzone                     | No matter what                         |
|        | 7 november   | Boyzone                     | No matter what                         |
|        | 14 november  | Boyzone                     | No matter what                         |
| 522    | 21 november  | Vengaboys                   | Boom, boom, boom, boom!!               |
|        | 28 november  | Vengaboys                   | Boom, boom, boom, boom!!               |
|        | 5 december   | Vengaboys                   | Boom, boom, boom, boom!!               |
|        | 12 december  | Vengaboys                   | Boom, boom, boom, boom!!               |
| 523    | 19 december  | Emilia                      | Big big world                          |
|        | 26 december  | Emilia                      | Big big world                          |